# Короткохвостый батис
Короткохвостый батис (лат. Batis mixta) — вид воробьиных птиц из семейства сережкоглазок.

## Таксономия
Вид Batis reichenowi некоторые считают (а Batis crypta — до последнего времени считали) подвидом данного вида.

## Распространение
Обитают в Восточной Африке.

## Описание
Длина тела 9,5—10 см, вес 10,5—14,2 г.
Самцы номинативного подвида сверху голубовато-серые, с чёрной маской выше и ниже глаз, узкими белыми пятнами на крыльях (они несколько более развиты у некоторых птиц), скрытыми белыми пятнами на крупе; белой полоской на крыльях. Хвост чёрный, его кончик белый; имеется чёрный нагрудник; цвет радужной оболочки оранжевый или красный; клюв и ноги чёрные. У самки серая макушка, оливково-коричневый верх, ржавая полоса и широкая коричневая зона на крыле; рыжее горло, размытый бело-рыжий нагрудник, передняя часть боков рыжеватая, брюшко белое.

## Биология
Питаются насекомыми, в том числе термитами. О поведении известно мало. Было обнаружено единственное гнездо с двумя яйцами.